# J. A. C. Ziegler
J. A. C. Ziegler war ein australischer Hersteller von Automobilen.

## Unternehmensgeschichte
Der deutschstämmige Ingenieur Johann Ziegler betrieb seit mindestens 1893 eine Werkstatt in Allansford. In den 1890er Jahren begann er mit der Entwicklung von Automobilen. Die Produktion fand je nach Quelle 1898 oder 1905 statt. Der Markenname lautete Ziegler. Ein Fahrzeug wurde 1905 in Warrnambool ausgestellt. Insgesamt fertigte er zwei Fahrzeuge, von denen er eines verkaufte.

## Fahrzeuge
Ziegler stellte Dampfwagen her. Viele Teile fertigte er selber an. Der Zweizylinder-Dampfmotor entwickelte 9 PS. Die Motorleistung wurde über eine Kette auf eine Gegenwelle übertragen und von dort über Ketten zu jeden der beiden Hinterräder. Die offene Karosserie bot Platz für sechs Personen. Die Höchstgeschwindigkeit war mit 32 km/h angegeben. Die Fahrzeuge rollten auf Vollgummireifen.
Bemerkenswert ist die Verwendung eines Rückspiegels, möglicherweise das erste Mal in der Geschichte des Automobils. Er diente dazu, die Anzeige des Wasserstands im Boiler zu beobachten, die sich unter dem Rücksitz befand.